# Chinatsu Akasaki
Chinatsu Akasaki (赤﨑 千夏 Akasaki Chinatsu, nascida em 10 de agosto de 1987) é uma Seiyū da província de Kagoshima que trabalha para a 81 Produce.

## Carreira
Ela recebeu os prêmios Nippon Cultural Broadcasting Award, 81 Produce Award e Alchemist Award on Voice Newtype Summer Audition 2008. A partir de outubro de 2008, ela participou do 81 Actor's Studio como um privilégio do prêmio 81 Produce Award. Ela se formou em outubro de 2009, tornando-se um membro da 81 Produce.

## Filmografia

### Anime
2010
- Shimajirō HESOKA – Nacchi

2011
- Shimajirō HESOKA – Ms. Shikako
- Sacred Seven – Nanami Akasaki
- Hourou Musuko – Tsuchiya
- Mashiroiro Symphony – Itsuki Asakura

2012
- Kill Me Baby – Yasuna Oribe
- Smile PreCure! – Haru Midorikawa, Runa Terada
- Senki Zesshō Symphogear – Yumi Itaba
- High School DxD – Ile e Nel
- Bodacious Space Pirates – Maki Harada
- Lagrange: The Flower of Rin-ne – Kokoro Sagishima, Chiharu Arisato, Yuria Sogabe, Nami Senjō
- Chūnibyō Demo Koi ga Shitai! – Shinka Nibutani

2013
- Ore no Kanojo to Osananajimi ga Shuraba Sugiru – Chiwa Harusaki
- A Certain Scientific Railgun S – Saiai Kinuhata
- Love Lab – Natsuo Maki
- Fantasista Doll – Shimeji
- Pokémon XY – Enfermeira Joy
- Gingitsune – Yumi Ikegami

2014
- Chūnibyō Demo Koi ga Shitai!Ren – Shinka Nibutani
- Selector Infected WIXOSS – Akira Aoi[2]
- Himegoto – Kaguya Arikawa
- Ore, Twintail ni Narimasu. – Erina Shindō
- PriPara – Falulu Bokerdole
- Trinity Seven – Ilia

2015
- Shokugeki no Sōma – Alice Nakiri
- Dungeon ni Deai– Yamato Mikoto
- Plastic Memories – Michiru Kinushima
- Saenai Heroine no Sodatekata – Izumi Hashima
- The Idolmaster Cinderela Girls – Akane Hino
- The Idolmaster Cinderella Girls 2nd Season – Akane Hino
- Gakusen Toshi Asterisk – Ernesta Kuhne

2016
- Boku Dake ga Inai Machi – Airi Katagiri
- Re:Zero kara Hajimeru Isekai Seikatsu – Felt
- Shounen Ashibe Go Go Goma-chan - Mãe do Ashibe, Minami-sensei, Chit
- Hybrid x Heart Magias Academy Ataraxia – Yuricia Farandole[3]

### Original video animation (OVA)
- Nana to Kaoru – Yukari Mutsuki

### Vídeo games
- Genso Suikoden: Tsumugareshi Hyakunen no Toki – Efil,[4] Nima
- Higurashi no Naku Koro ni – Lune-Oak
- Girl Friend Beta – Akari Amari
- JoJo's Bizarre Adventure: Eyes of Heaven (2015) – Yukako Yamagishi
- Sword Art Online: Lost Song (2015) – Lux[5]
- Kantai Collection (2016) – Zara

### Áudio drama
- Watashi ga Motete Dōsunda (2015) – Shima Nishina[6]

### Dublagem
- iCarly

### Filmes
- PriPara Mi~nna não Akogare Vamos PriPari (2016) como Falulu

## References
1. ↑  Takeshi Washizaki (13 de setembro de 2008). «鷲崎 健の超ラジ！ 新人（？）». Nippon Cultural Broadcasting. Consultado em 18 de março de 2012
2. ↑  «Steins;Gate's Satō, anohana's Okada Make selector infected WIXOSS Anime». Anime News Network. 27 de janeiro de 2014. Consultado em 27 de janeiro de 2014
3. ↑  «Hybrid x Heart Magias Academy Ataraxia TV Anime's Promo Video Reveals Cast, Staff». Anime News Network. Consultado em 1 de abril de 2016
4. ↑  «幻想水滸伝 紡がれし百年の時  キャラクター». Genso Suikoden: Tsumugareshi Hyakunen no Toki. Konami. Consultado em 18 de março de 2012
5. ↑  Romano, Sal (21 de abril de 2015). «Lux and Seven playable in Sword Art Online: Lost Song via upcoming update». Gematsu. Consultado em 21 de abril de 2016
6. ↑  «Junko's Watashi ga Motete Dousunda Manga Gets Drama CD». Anime News Network. 8 de setembro de 2014. Consultado em 22 de janeiro de 2015